# ستيفان يانسن
ستيفان يانسن (بالهولندية: Stefan Jansen)‏ (4 يوليو 1972 هارلم هولندا - ) هو لاعب كرة قدم هولندي يلعب كمهاجم.